# Carles Casajuana i Palet
Carles Casajuana i Palet   (Sant Cugat del Vallès, 25 d'octubre de 1954) és escriptor i diplomàtic de professió.

## Carrera professional
És llicenciat en Economia i Dret per la Universitat de Barcelona i va ingressar al cos diplomàtic espanyol el 1980. Ha exercit l'activitat diplomàtica a Bolívia, a les Filipines i a la seu de les Nacions Unides a Nova York. Entre 1991 i 1996 va ser el cap de gabinet del secretari general de Política Exterior del Ministeri d'Afers Estrangers. Després va ser nomenat ambaixador d'Espanya a Malàisia, el Vietnam i Brunei, i entre 2001 i 2004 va formar part del Comitè polític i de seguretat del Consell de la Unió Europea. Va dirigir el Departament de Política Internacional i Seguretat del gabinet de presidència espanyol fins que l'agost de 2008 va ser nomenat ambaixador espanyol al Regne Unit. Va ser-hi ambaixador fins que va ser substituït per Federico Trillo el 2012.
Com a escriptor ha publicat diverses novel·les, algunes d'elles traduïdes al castellà i a l'anglès, i un assaig sobre Josep Pla i Nietzsche. L'any 2009 va guanyar el Premi Ramon Llull de novel·la amb L'últim home que parlava català i, el 2014, el IV Premi Godó de Reporterisme i Assaig Periodístic amb Les lleis del castell.

## Obres

### Novel·la
- Tap d'escopeta (Quaderns Crema, 1987)
- Bondage (Quaderns Crema, 1989)
- La puresa del porc (Quaderns Crema, 1990)
- Punt de fuga (Quaderns Crema, 1992)
- Esperit d'evasió (Quaderns Crema, 1998; LaButxaca, 2013: ed. revisada)
- Diumenge de temptació (Quaderns Crema, 2001)
- Kuala Lumpur (Quaderns Crema, 2005)
- L'últim home que parlava català (Planeta, 2009)
- Un escàndol sense importància (Columna, 2011)
- El melic del món (Columna, 2013)
- Retorn (Columna, 2017)
- Les pompes del diable (Proa, 2019)
- Últimes notícies del Chaco (Proa, 2021)
- La guerra dins la guerra (Proa, 2025)

### Assaig
- Pla i Nietzsche: afinitats i coincidències (Edicions 62, 1996)
- Les lleis del castell (Pòrtic, 2014)[2]

## Premis
- 2009 – Premi Ramon Llull de novel·la per a L'últim home que parlava català
- 2014 – IV Premi Godó de reporterisme i assaig periodístic per a Les lleis del castell[2]